# Saint-Léger (Belgio)
Saint-Léger o Saint-Léger-en-Gaume è un comune belga di 3 225 abitanti, situato nella provincia vallona del Lussemburgo.